# Seydou Boro
Seydou Boro (* 20. Februar 1968 in Ouagadougou) ist ein burkinischer Tänzer, Choreograph, Schauspieler und Musiker.

## Biographie
Boro war von 1980 bis 1990 Fußballspieler beim Rail Club von Kadiogo. Anschließend begann er eine Ausbildung zum Schauspieler bei der Theatergruppe Compaigne Feeren unter der Leitung von Amadou Bourou. Ab 1991 trat er für das Theater in Marafootage von Bourou auf, dann in einer Adaption des König Ödipus von Eric Podor. 1992 lernte er Salia Sanou bei der Union des Ensembles Dramatiques de Ouagadougou kennen. 1993 trat er der Kompanie von Mathilde Monnier im ICI – Centre Chorégraphique National de Montpellier bei. Anschließend beteiligte er sich an den verschiedenen Aufführungen der Gruppe, darunter Inszenierungen von Pour Antigone (1993), Nuit (1995), Arrêtez, arrêtons, arrête (1997), Les lieux de là (1999) und Allitérations (2002).
Auf der Leinwand spielte er 1995 die Titelrolle des Soundjata Keïta in Keïta! lʼHéritage du griot von Dani Kouyaté. Im selben Jahr gründete er mit Sanou auf der Grundlage ihrer gemeinsamen Karriere innerhalb der Kompanie von Mathilde Monnier die Kompanie salia nï seydou mit ihrem ersten Werk aus dem Jahr 1996, Le siècle des fous, als Kombination afrikanischer Tradition und Moderne.
Des Weiteren schreibt er Theaterstücke, beginnend mit LʼExil dans LʼAsil, das er im Jahr 2002 fertigstellte. Im Jahr 2003 wurde Seydou Boro von der Internationalen Organisation der Frankophonie zum Künstler des Jahres gekürt.
Boro und Sanou luden 2006 den Komponisten Jean-Pierre Drouet zu einer Zusammenarbeit mit dem Instrumentalensemble Ars Nova ein. Es entstand Un Pas de Côté, das am Maison de la Danse de Lyon gezeigt wurde. Gleichzeitig dreht Seydou Boro Dokumentarfilme über den afrikanischen Tanz, darunter La Rencontre (1999) und La Danseuse d’ébène (2002), welcher den ersten Preis beim Festival Vues d’Afrique im Jahr 2003 gewann, sowie einige Kurzfilme. Boro und Sanou beschlossen im Jahr 2010, die Aktivitäten der Kompanie salia nï seydou einzustellen und sich einzeln der Bühne und dem Publikum zu stellen.
Im Jahr 2010 veröffentlichte er sein erstes Album Kanou.
2015 wurde Seydou Boro von Kulturministerin Fleur Pellerin zum Commandeur des Ordre des Arts et des Lettres| (Kommandeur der Kunst und der Literatur) ernannt und erhielt für seine musikalische Karriere im Mai 2015 den „Musikpreis der frankophonen Regionen“ beim Festival Musiques Métisses in Angoulême.
Am 30. März 2018 veröffentlichte Boro sein zweites Album Hôrôn, aufgenommen in Burkina Faso und produziert von Christian Mousset für Label Bleu.

## Choreographische Werke (Auswahl)
- 1996: Le siècle des fous
- 2006: Un Pas de Côté

## Diskographie
- 2010: Kanou
- 2018: Horon

## Bibliographie (Auswahl)
- 2002: LʼExil dans LʼAsil

## Filmographie (Auswahl)
- 1995: Keïta! lʼHéritage du griot
- 1999: La Recontre (Regie)
- 2002: La Danseuse d’ébène (Regie)
- 2006: Paris, je tʼaime